# Meilenstein (Groß Jehser)
Beim Meilenstein von Groß Jehser handelt es sich um einen unter Denkmalschutz stehenden preußischen Meilenstein.

## Geschichte
Von Luckau nach Spremberg über Calau verlief eine wichtige Verbindungsstraße. Der Straßenabschnitt von Zinnitz nach Calau wurde am 1. September 1864 fertiggestellt. Im Zuge dessen wurde 1865 bei zwischen Buckow und Bathow ein Meilenstein gesetzt. Die Anfertigung des Meilensteins hat wohl circa 3 Tage gedauert.
Im Zweiten Weltkrieg erhielt der Meilenstein von Groß Jehser, im Gegensatz zu vielen anderen Meilenstein, nur einige Einschusslöcher. In den Jahren 1979/80 muss der Meilenstein von sowjetischen Streitkräften umgefahren worden sein. Dabei wurde er teilweise zerstört. Dies bezeugen Reparaturarbeiten mit einem Kupferstift und Ausfüllmasse.
Am 9. Dezember 2005 wurde der Meilenstein von seinem Standort entfernt und nach Calau gebracht. Dort wurde er eingelagert, bis er Mitte 2006 in Lübben einer gründlichen Sanierung unterzogen wurde. Es mussten Risse ausgebessert werden, die sich im Meilenstein gebildet hatten. Bei der Sanierung des Meilensteins wurde der Stein mit Edelstahldübel stabilisiert und mit Steinersatzmasse ausgebessert. Die Restaurationskosten des Meilensteins betrugen rund 500 Euro. Nach der Sanierung des Steines wurde er an seiner ursprünglichen Stelle an der Landstraße 52 wieder eingesetzt.

## Lage und Beschreibung
Er steht an der Landstraße 52 zwischen Buckow und Bathow auf der Gemarkung Groß Jehser. Er ist zwei preußische Meilen vom Wegweiserstein am Abzweig der Landstraße 52 in Luckau entfernt.
Der Meilenstein von Groß Jehser ist ein Rundsockelstein aus Arnsdorfer Granit. Eine Beschriftung ist am Meilenstein nicht vorhanden. Der Rundsockelstein ist 1,50 Meter lang und hat ein Gewicht von 600 Kilogramm. Die Spitze des Steines hat einen Durchmesser von 40 Zentimetern.

## Quelle
- Eintrag zur Denkmalobjektnummer 09120036 in der Denkmaldatenbank des Landes Brandenburg
- Meilenstein nimmt wieder seinen angestammten Platz ein. In: Lausitzer Rundschau vom 29. Dezember 2006, abgerufen am 10. Mai 2022.